# Julia Hassler
Julia Hassler (Vaduz, 27 febbraio 1993) è un'ex nuotatrice liechtensteinese.

## Carriera
Ha rappresentato il Liechtenstein in numerose manifestazioni internazionali tra cui due edizioni dei Giochi olimpici (Londra 2012 e Rio de Janeiro 2016) per cui è stata anche porta bandiera. Inoltre, dal 2009, ha preso parte ad ogni edizione dei Giochi dei piccoli stati d'Europa vincendo 12 ori, 5 argenti e 6 bronzi.

Julia Hassler detiene i record del Liechtenstein, in vasca lunga e vasca corta per: 200, 400 e 800 metri stile libero; 50, 100 e 200 metri farfalla; 400 metri misti, oltre al record nei 1500 metri.
Nella terza stagione dell'International Swimming League ha rappresentato la squadra canadese dei Toronto Titans.

## Palmarès
| Anno | Manifestazione      | Sede           | Evento  | Risultato | Prestazione | Note             |
| ---- | ------------------- | -------------- | ------- | --------- | ----------- | ---------------- |
| 2012 | Giochi olimpici     | Londra         | 400m sl | 27ª (q)   | 4'12"99     |                  |
| 2012 | Giochi olimpici     | Londra         | 800m sl | 17ª (q)   | 8'35"18     |                  |
| 2016 | Giochi olimpici     | Rio de Janeiro | 800m sl | 21ª (sf)  | 8'38"19     |                  |
| 2017 | Europei vasca corta | Copenaghen     | 400m sl | Bronzo    | 4'02"43     | Record nazionale |